# Phalacrocorax varius
O corvo-marinho-alvinegro (Phalacrocorax varius), também conhecido como corvo-marinho-malhado, corvo-marinho-malhado-australiano ou corvo-marinho-grande, é um membro de tamanho médio da família dos corvos-marinhos. Pode ser encontrada nas costas da Australásia. Na Nova Zelândia, é geralmente conhecido como pied shag ou por seu nome maori de kāruhiruhi. Fontes mais antigas podem se referir a ele como o "corvo-marinho-de-face-amarela".

## Descrição
Este corvo marinho é predominantemente preto nas costas e na superfície superior das asas e branco na parte inferior com os machos pesando aproximadamente 2,2 kg e fêmeas 1,7 kg. Está entre 65–85 cm de altura, com envergadura de 110–130 cm. É provável que uma pequena mancha amarela entre o bico e o olho de cada lado da cabeça tenha sido a razão para o nome comum histórico.Tem grandes pés palmados que utiliza para perseguir peixes debaixo d'água, pilotando com as asas entreabertas. A ave tem um grande bico em forma de gancho, olhos verdes com um anel azul e patas e pés pretos. Os olhos possuem uma membrana nictitante especial para proteção subaquática. O corvo marinho pode ser visto freqüentemente abrindo as asas após o mergulho para ajudar a secar as penas, pois tem impermeabilização fraca. Esta falta de impermeabilização das penas pode ajudar o corvo-marinho a passar mais tempo debaixo d'água devido à diminuição dos efeitos de flutuabilidade.
Existem duas subespécies reconhecidas; Phalacrocorax varius varius (Nova Zelândia) e Phalacrocorax varius hypoleucus (Austrália)  com ligeira variação nas características físicas. Espécies semelhantes incluem o corvo-marinho-de-face-preta (ligeiramente menor) e o corvo-marinho-pequeno (substancialmente menor).

## Alcance e vulnerabilidade
O corvo marinho é listado como o de menor preocupação na lista vermelha da IUCN de espécies ameaçadas,  refletindo sua grande variedade com uma população relativamente estável.
Na Nova Zelândia, sua distribuição na costa leste se estende ao sul até Christchurch, embora esta seja uma extensão recente — livros mais antigos relatam que não é mais ao sul do que Kaikoura . As extensões de alcance acompanharam a recuperação da população de grandes perseguições no início dos anos 1900  e provavelmente representam a recolonização do antigo alcance. O corvo marinho está listado como nacionalmente vulnerável na Nova Zelândia. A população tem crescido de cerca de 700 pares reprodutores na década de 1950 para uma estimativa de 3.000 pares após 2000 (consulte os dados de tendência populacional).
Na Austrália, é apenas moderadamente comum nos estados do leste (tanto na costa quanto nas áreas úmidas do interior), mas abundante no sudoeste, particularmente ao longo da costa. Seu status de conservação federal é 'seguro' e apenas se modifica para 'quase ameaçado' em Victoria. Ele pode ser encontrado em todos os estados, exceto na Tasmânia. Calculou-se que o corvo marinho cormorão corre alto a moderado risco de pesca - particularmente de redes de deriva costeira e de set. Aves em colônias podem ser freqüentemente observadas emaranhadas na linha de pesca recreativa com anzóis embutidos no corpo. No passado, o corvo marinho era visto como competição para a pesca comercial e às vezes abatido.

## Habitat
Embora seja tipicamente encontrado em habitats marinhos, (tanto de maneira solitária, quanto aos pares) também é atraído por águas interiores, incluindo lagos, pântanos profundos e abertos e rios. Na Austrália, as aves podem ser freqüentemente encontradas em vias navegáveis interiores, enquanto na Nova Zelândia ela prefere áreas costeiras perto de suas presas. Os pássaros sexualmente maduros são sedentários e muitas vezes podem ser vistos empoleirados nas árvores, nas rochas ou troncos na água. As aves parecem não ser afetadas pela salinidade variável, turbidez e vegetação costeira, desde que haja poleiros disponíveis.

## Ecologia

### Dieta
O corvo marinho parece se alimentar amplamente (90%) de peixes bentônicos de 6–15 cm de comprimento em águas com menos de 10m de profundidade. Sabe-se que juvenis do pescado King George são comidos. Outros componentes da dieta (10%) são constituídos por crustáceos como camarão com moluscos e cefalópodes. Ele irá mergulhar tanto em águas rasas e paradas quanto em correntes que se movem rapidamente. Os tempos de mergulho típicos são de cerca de 40 segundos, com um período de recuperação de 10 a 15 segundos entre os mergulhos, embora isso dependa da profundidade.  Os pássaros se alimentam em águas profundas e rasas (embora habitats rasos sejam mais produtivos) com densidades de bandos em proporção à abundância de presas.
A caça é tipicamente realizada individualmente (potencialmente para evitar o cleptoparasitismo ), embora grupos maiores possam ser observados quando cardumes de peixes pequenos estão próximos à superfície. O risco de predação por tubarões e a abundância de alimentos fazem com que os corvos marinhos pode escolher caçar em águas mais profundas, onde a presa é menos abundante se o risco for muito alto durante os meses mais quentes, quando os tubarões estão presentes com mais frequência.  As águas mais profundas, no entanto, requerem tempos de mergulho mais longos e tempos de descanso correspondentes entre os mergulhos na superfície.

### Reprodução

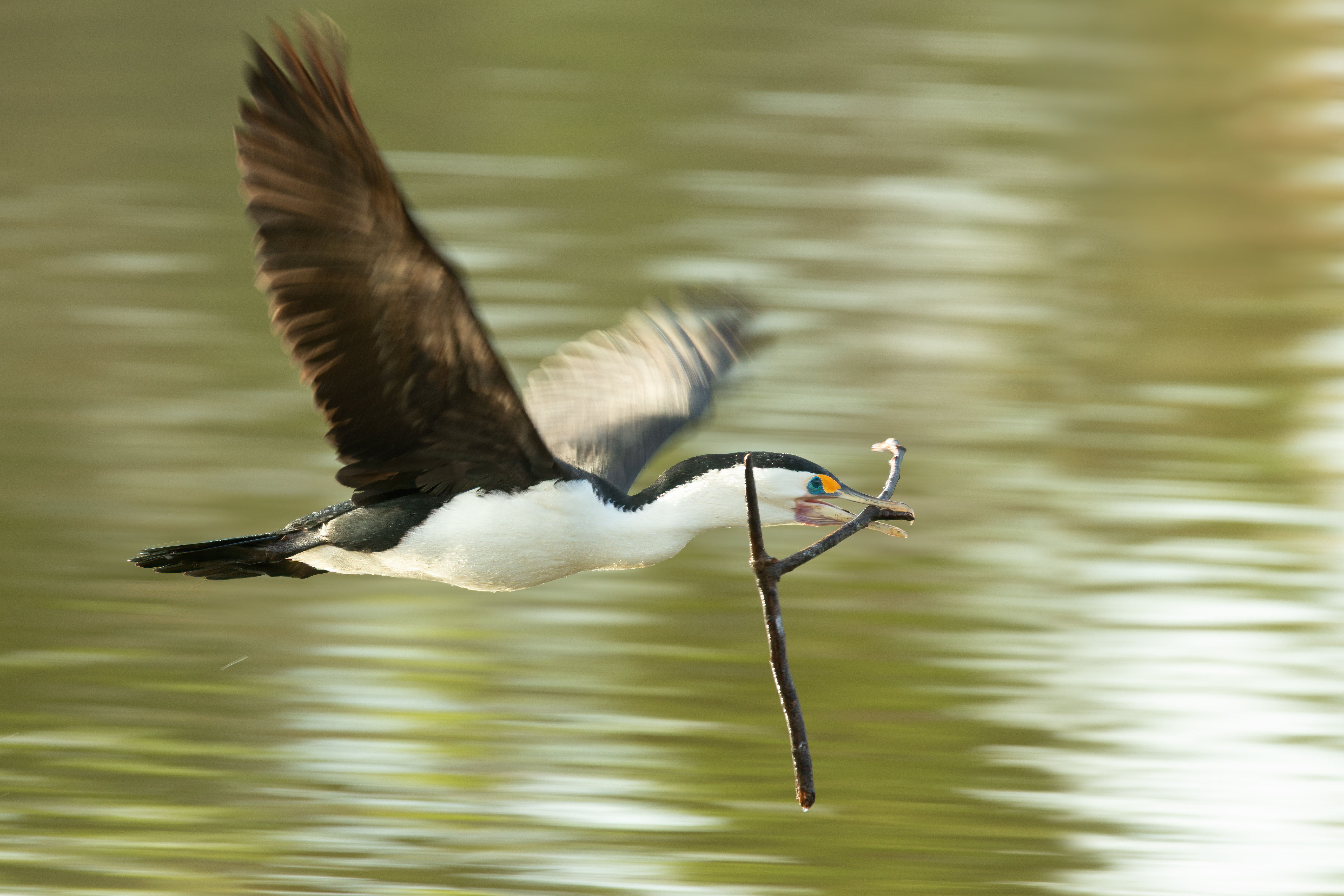
Corvo marinho com material de nidificação

O corvo-marinho-malhado procria preferencialmente em pequenas colônias protegidas (portos, estuários e lagos) com ocorrências mais raras em costas expostas ou ilhas, não mais do que 400 metros do mar (ou fonte de alimento). O comportamento de acasalamento é iniciado pelo macho próximo a um futuro ninho. O aceno de asas pelo macho é conduzido em silêncio, enquanto o gargarejo pode ser uma forma de reconhecimento feminino. Os mesmos também podem pular até 1m no ar com os dois pés para atrair a atenção feminina.
Os ninhos são tipicamente grandes, formados por galhos e folhagens cimentadas com excrementos com média de 80 cm de diâmetro no solo ou nas árvores. Os machos coletam a maior parte do material do ninho, enquanto ambos os sexos compartilham as tarefas de construção. Os ninhos são usados duas vezes por ano no outono e na primavera por diferentes casais reprodutores. Alguns acasalamentos ocorrem no verão e no inverno por pares jovens e inexperientes.
Os pares reprodutores monogâmicos (a partir dos 2 anos de idade) põem ovos uma vez por ano com um ciclo reprodutivo médio de 6 meses. O tamanho da embreagem varia de 2–5 com um período de incubação de 25–33 dias. Os deveres de cuidar de ovos e filhotes são compartilhados pelos pais. A criação dos filhotes pode durar de 47 a 60 dias, com a independência adquirida com pouco mais de 3 meses de idade. Ambos os sexos compartilham os deveres de alimentação por meio da regurgitação incompleta.

### Dispersão
Estudos mostraram que os corvos-marinhos não viajam para longe de suas colônias. O vôo é geralmente de baixa altitude, já que o corvo marinho tem capacidade de vôo mais fraca do que outras espécies da família, com formações em 'v' presentes quando em bandos.

## Cultura Noongar
O povo aborígine Noongar que vive no canto sudoeste da Austrália Ocidental acredita que o corvo marinho ( medi ) é responsável pelo transporte das almas dos falecidos através e sob o mar Ocidental para seu local de descanso final ( Kurannup ). Medi pode ser traduzido como 'agente' ou 'médium', possivelmente referindo-se ao papel do pássaro como um intermediário entre o mundo vivo e a vida após a morte. Os espíritos dos falecidos descansam por um tempo não especificado no moojar (árvore de Natal WA) antes de serem carregados pelos ventos de leste ou pelas águas correntes para o mar, onde o espírito se junta ao medi em sua jornada até Kurranup .

## Galeria

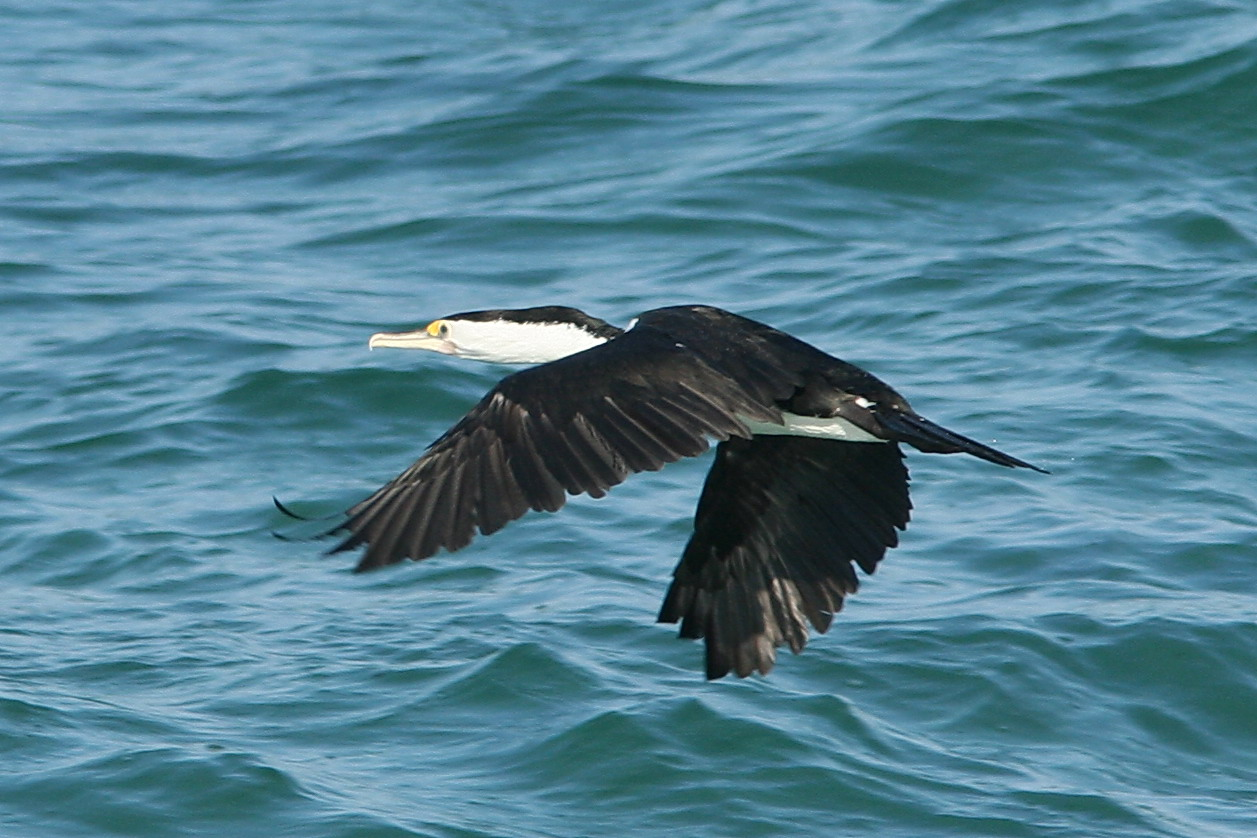
Em voo, Moreton Bay, Austrália
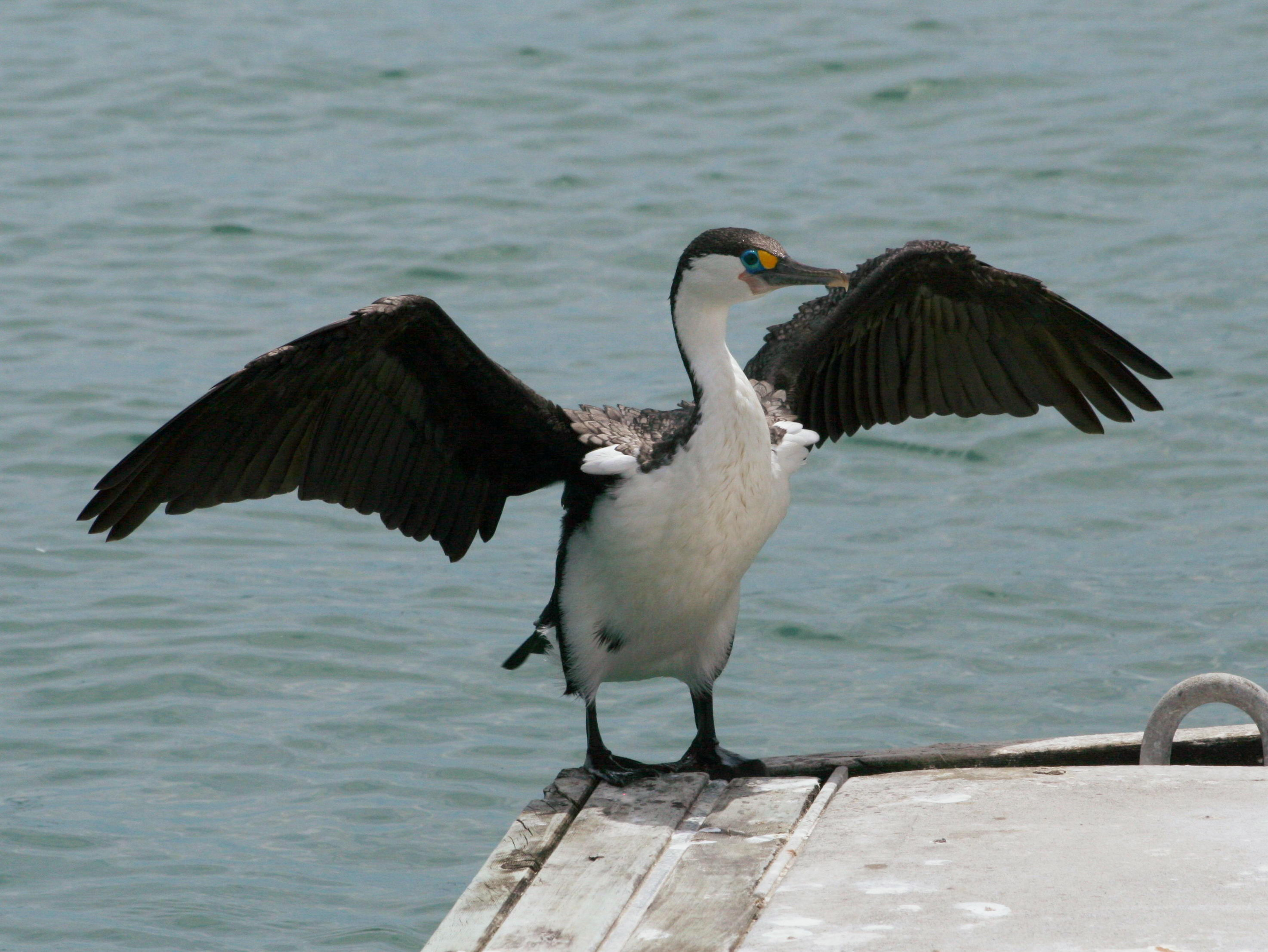
Auckland, Nova Zelândia
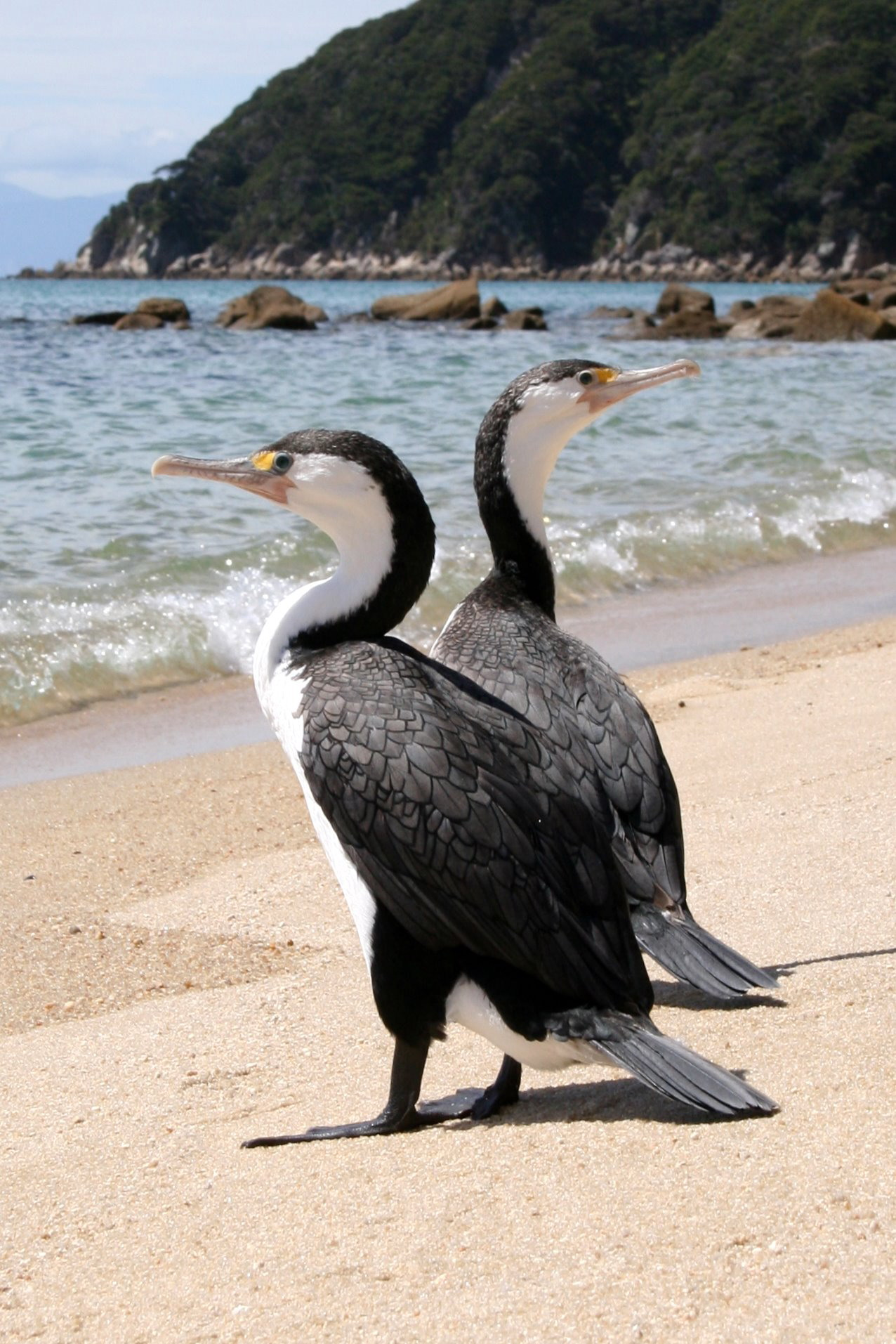
Um par no Parque Nacional Abel Tasman, Nova Zelândia
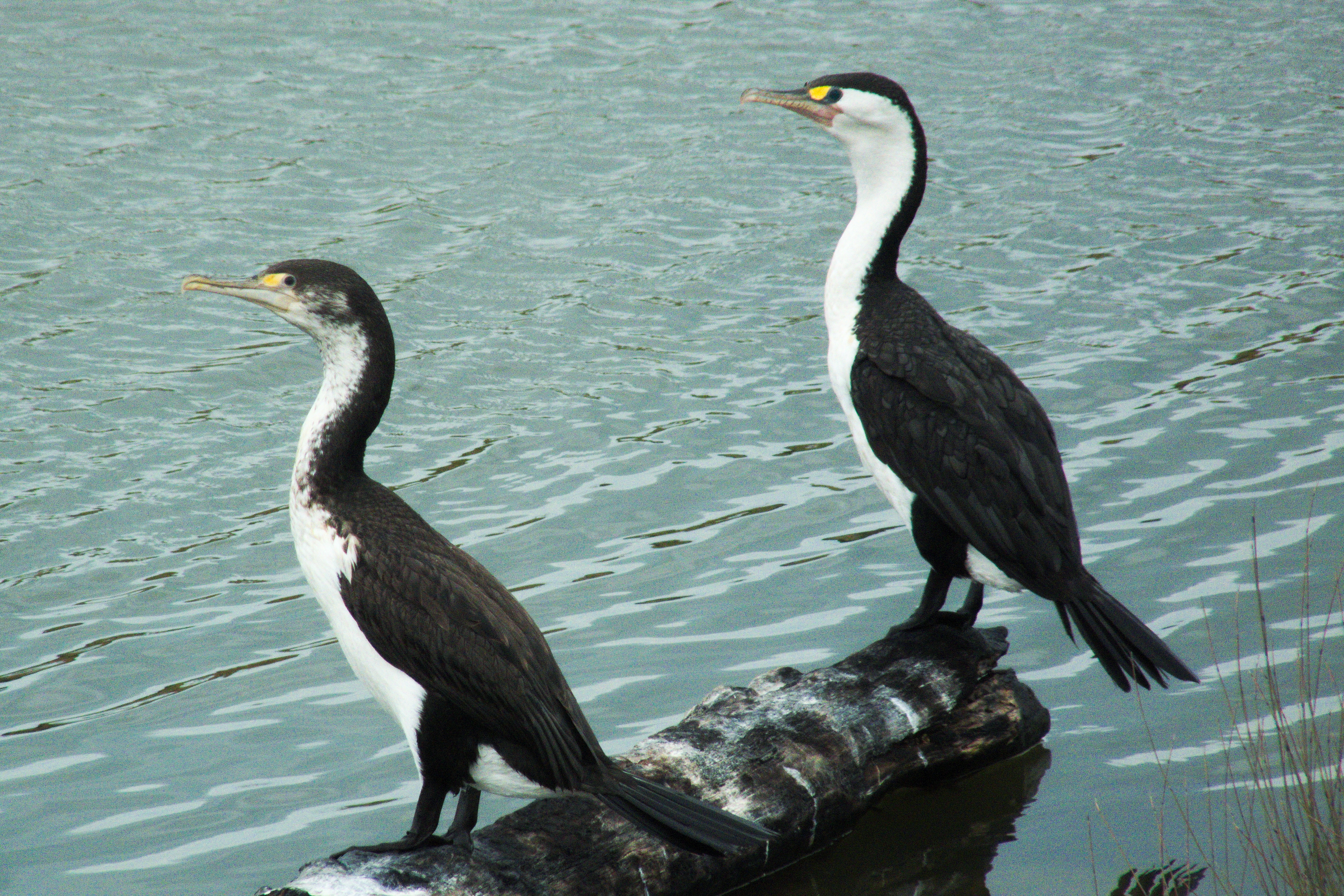
Jovem e adulto, Nova Zelândia
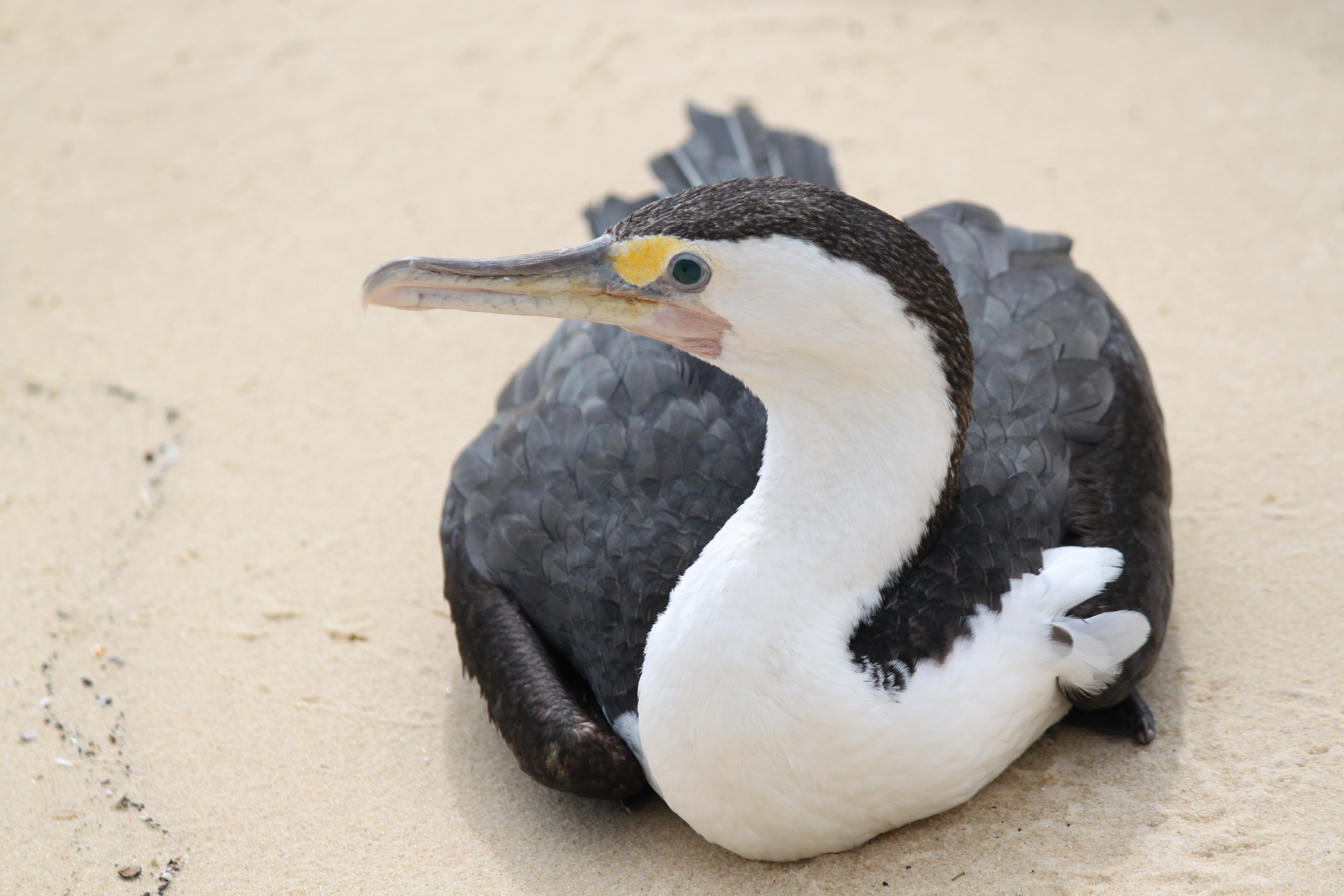
Corvo marinho repousando na areia
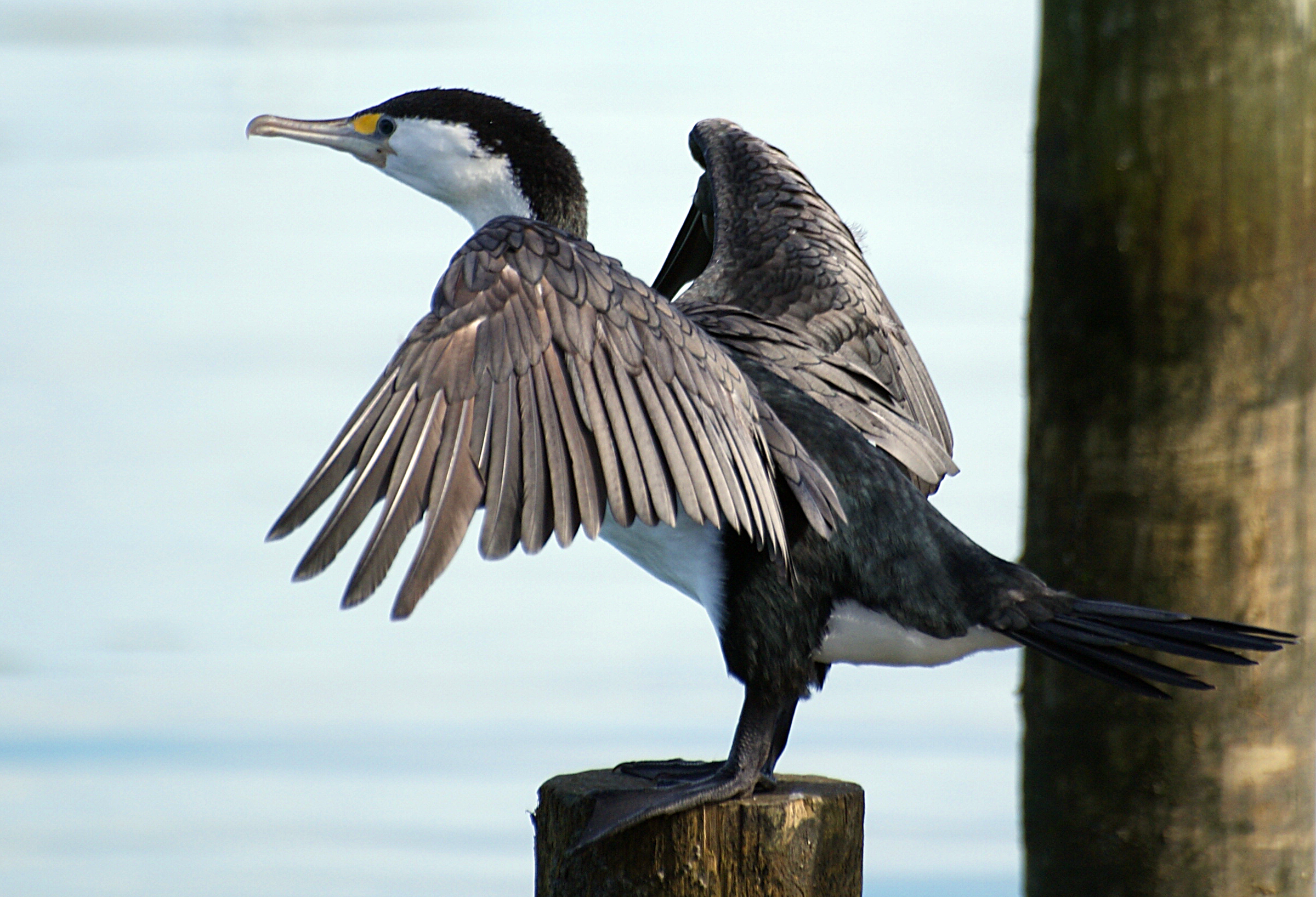
Pied shag secando as asas